# Equipa da Superleague Fórmula do Sporting Clube de Portugal
A Equipa da Superleague Fórmula do Sporting Clube de Portugal foi uma equipa de Superleague Fórmula que representou o Sporting Clube de Portugal, na Superleague Fórmula, nas temporadas de 2009 e de 2010. No seu ano de estreia, 2009, foi operada pela Zakspeed, que já participou na Fórmula 1. Em 2010, o Sporting CP iniciou a época com a equipa de automobilismo Atech Reid Grand Prix, e com o piloto Borja García. Na 6ª ronda, Borja García foi substituído pelo também espanhol Andy Soucek. Soucek só permaneceu duas ronda, já que a equipa não correu na 8ª ronda, e foi depois substituído por Máximo Cortés na 9. Nesta ronda também foi substituída a equipa de automobilismo, que foi a Drivex. Para as últimas rondas da temporada (rondas 10 a 12), o piloto foi Adrián Vallés e a equipa de automobilismo foi a EmiliodeVillota Motorsport.
Para a temporada de 2011, o clube não continuou no campeonato.

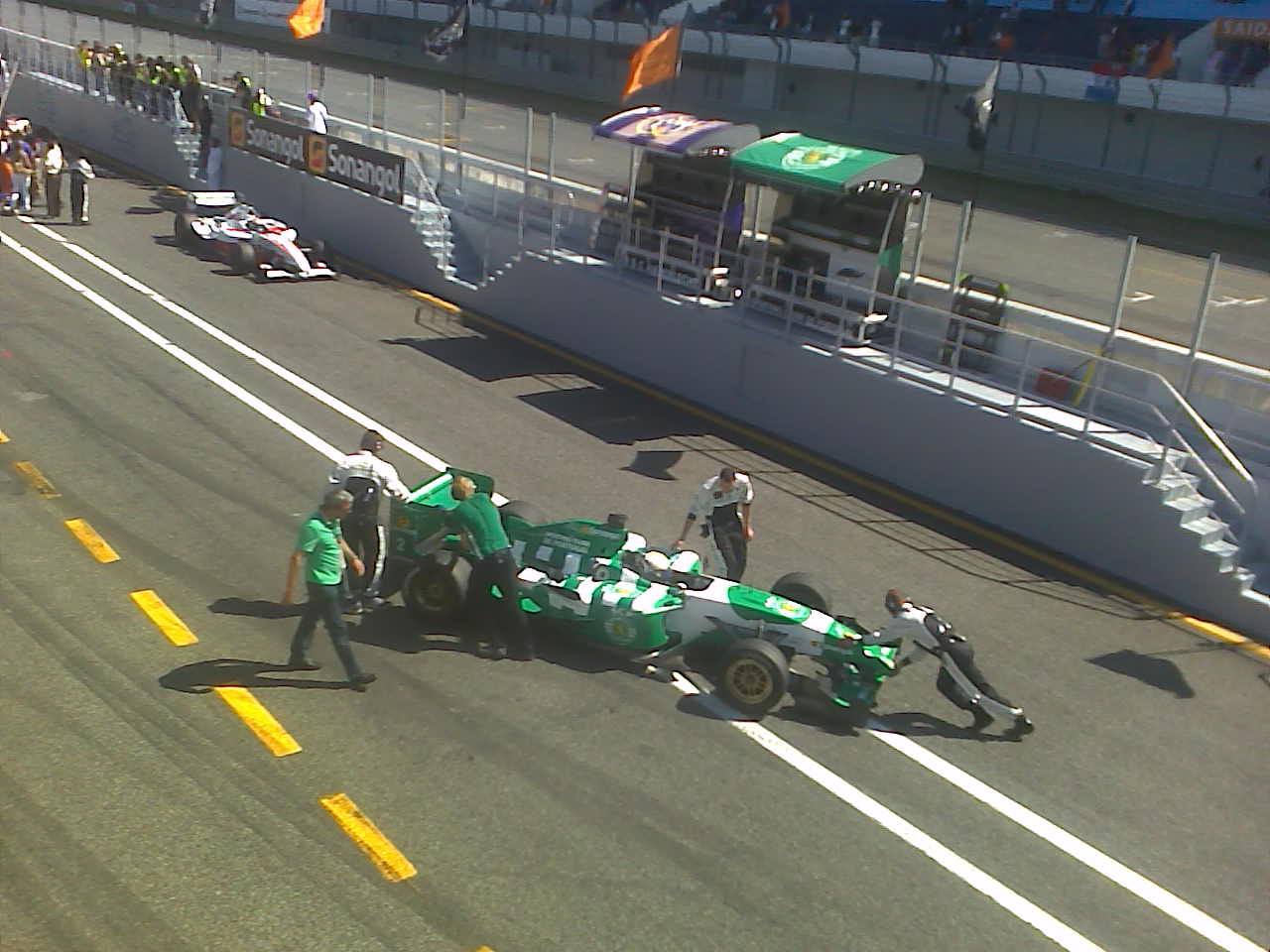
Carro do Sporting CP no Autódromo do Estoril.

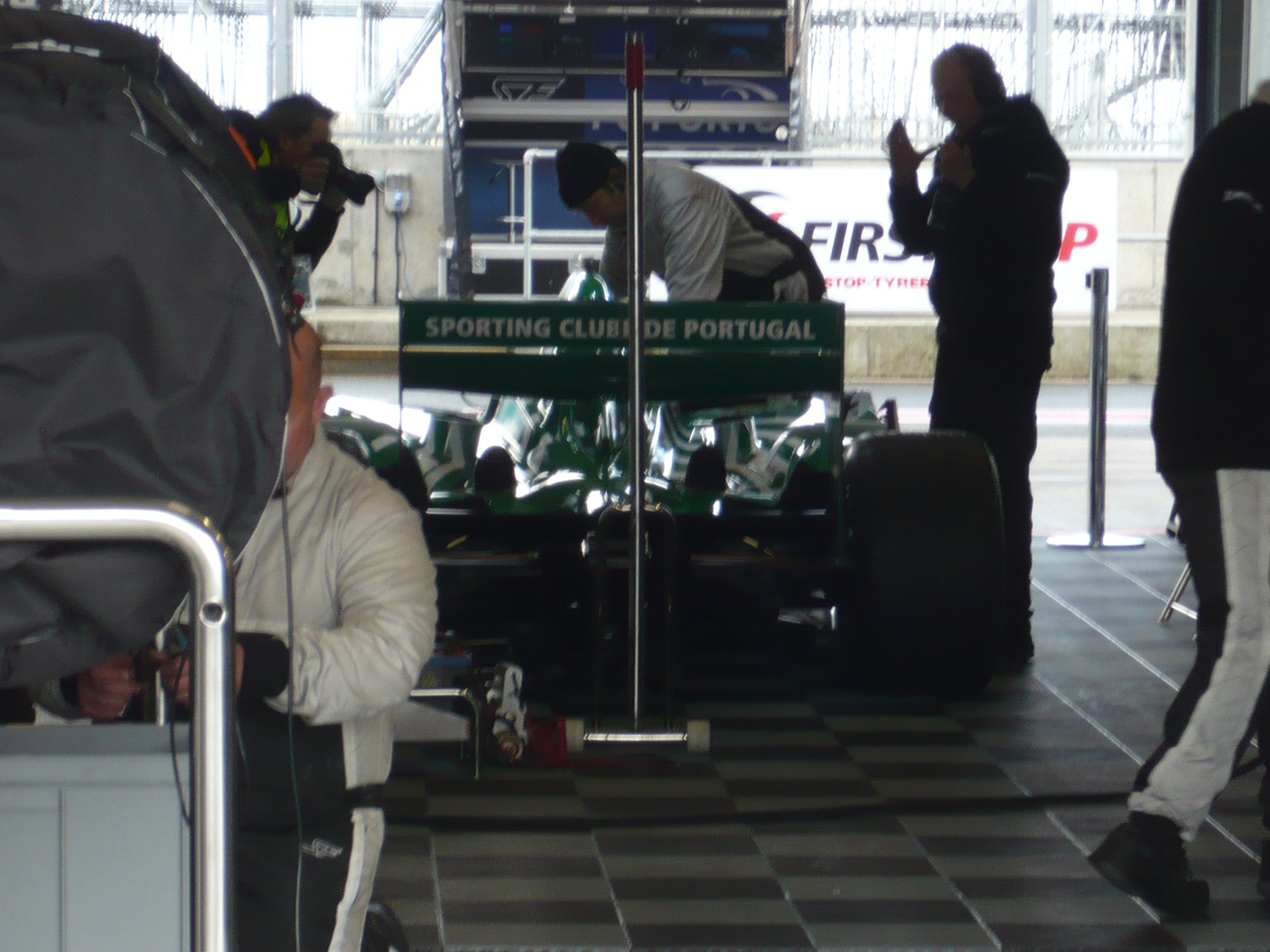
Carro do Sporting CP na garagem do Circuito de Silverstone.

## Temporada de 2009
Pedro Petiz foi o piloto do Sporting Clube de Portugal. O ponto mais alto da temporada do Sporting aconteceu na ronda de Monza, onde obteve a sua primeira vitória em corrida. A classificação final foi o 12º lugar.

## Temporada de 2010
Na Temporada da Superleague Fórmula de 2010, o Sporting CP iniciou a época com a equipa de automobilismo Atech Reid Grand Prix, e com o piloto Borja García. Na 6ª ronda, Borja García foi substituído pelo também espanhol Andy Soucek.

## Registo

### 2009
(legenda)
| Equipa de Automobilismo | Piloto | 1   | 2   | 3   | 4   | 5   | 6   | 7   | 8   | 9   | 10  | 11  | 12  | Pontos | Rank |
| Equipa de Automobilismo | Piloto | MAG | MAG | ZOL | ZOL | DON | DON | EST | EST | MOZ | MOZ | JAR | JAR | Pontos | Rank |
| ----------------------- | ------ | --- | --- | --- | --- | --- | --- | --- | --- | --- | --- | --- | --- | ------ | ---- |
| Zakspeed                |        |     |     |     |     |     |     |     |     |     |     |     |     |        |      |
| Pedro Petiz             | 7      | 17  | 16  | 13  | 12  | 2   | 9   | 17  | 18  | 1   | 13  | 13  | 215 | 12º    |      |

### 2010
| Atech Reid Grand Prix      | Borja García  | 7 | 11 | 18 | 5 | 11 | 5 | 18 | 13 | 12 | 7 |   |   |   |    |  |  |    |    |    |   |   |   |    |    | 329 | 15º |
| Atech Reid Grand Prix      | Andy Soucek   |   |    |    |   |    |   |    |    |    |   | 9 | 6 | 3 | 15 |  |  |    |    |    |   |   |   |    |    | 329 | 15º |
| Drivex                     | Máximo Cortés |   |    |    |   |    |   |    |    |    |   |   |   |   |    |  |  | 15 | 15 |    |   |   |   |    |    | 329 | 15º |
| EmiliodeVillota Motorsport | Adrián Vallés |   |    |    |   |    |   |    |    |    |   |   |   |   |    |  |  |    |    | 16 | 5 | 5 | 9 | 10 | 17 | 329 | 15º |

 † Ronda extra-campeonato

### Super-Finais
| Ano  | 1      | 2       | 3      | 4      | 5       | 6      | 7      | 8   | 9      | 10     | 11    | 12     |
| 2009 | MAG NQ | ZOL N/A | DON 6  | EST NQ | MOZ N/A | JAR NQ |        |     |        |        |       |        |
| 2010 | SIL NQ | ASS NQ  | MAG NQ | JAR NQ | NÜR NQ  | ZOL NQ | BDH NQ | ADR | POR NQ | ORD NQ | PEQ † | LOS NQ |

 † 3ª corrida programada mas não disputada